# 皮利尼蒙拉谢
皮利尼蒙拉谢（法語：Puligny-Montrachet，法語發音：[pyliɲi mɔ̃ʁaʃɛ]）是法国科多尔省的一个市镇，位于该省南部，属于博讷区。

## 地理
皮利尼蒙拉谢（46°56'45"N, 4°45'15"E）面积7.28 平方千米，位于法国勃艮第-弗朗什-孔泰大區科多尔省，该省份为法国中东部省份，北起奥布省，西接涅夫勒省和约讷省，南至索恩-卢瓦尔省，东南接汝拉省，东临上索恩省，东北部与上马恩省接壤。
与皮利尼蒙拉谢接壤的市镇（或旧市镇、城区）包括：默尔索、埃巴蒂、沙萨涅蒙拉谢、科尔波、科尔塞勒莱萨尔、圣欧班。

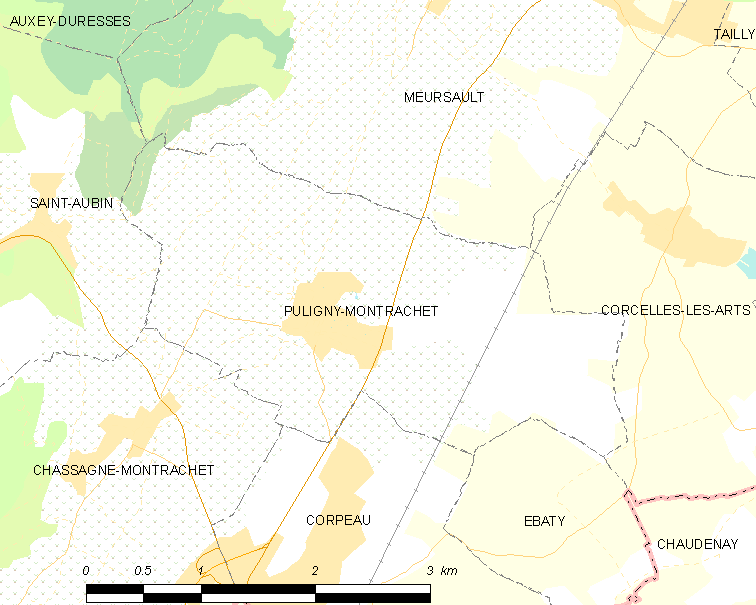
皮利尼蒙拉谢的OSM定位图

皮利尼蒙拉谢的时区为UTC+01:00、UTC+02:00（夏令时）。

## 行政
皮利尼蒙拉谢的邮政编码为21190，INSEE市镇编码为21512。

## 政治
皮利尼蒙拉谢所属的省级选区为拉杜瓦-塞里尼县。

## 人口

1962-2008年间皮利尼蒙拉谢人口变化图示

皮利尼蒙拉谢于2022年1月1日时的人口数量为353人。